# SIVOM
Un'unione comunale polivalente (SIVOM) è un ente pubblico di cooperazione intercomunale, disciplinata dalle disposizioni della parte V del codice generale delle collettività territoriali. SIVOM ha diverse responsabilità che sono stati trasferiti dai vari comuni, spesso del cantone stesso. Questi ultimi sono strettamente coinvolti nel guidare il SIVOM. Infatti, sono i rappresentanti eletti dai consigli comunali dei comuni consorziati che decidono e controllano le azioni del SIVOM attraverso il Comitato sindacale e comitati vari.
Il SIVOM tende ad essere sostituito dalle comunità di comuni in molti cantoni, perché hanno uno status giuridico più completo con opportunità di competenze estese.

## Storia
Le unioni comunali polivalenti furono creati nel 1959 con l'ordinanza n. 59-33 del 5 gennaio 1959 per il decentramento e la semplificazione dell'amministrazione comunale.

## Obbiettivi
L'uso della cooperazione intercomunale è vantaggiosa per i comuni perché il gruppo può avere in comune, risorse proprie, personale e attrezzature, permettendogli di svolgere determinati lavori
in loco o se si tratta con le aziende, la quantità di lavoro da affrontare.
Esse possono generalmente ottenere offerte migliori, prezzi più bassi e anche le condizioni di performance più soddisfacenti.
Un altro vantaggio, non meno importante, è che il gruppo è in una posizione più equa con i servizi dello Stato quando viene chiamato il loro concorso.
SIVOM è una persona giuridica di diritto pubblico così come le comunità di Comuni (CC), EPA, EPIC, GIP, collettività locali e lo stato.

## Compentenze
Il SIVOM possono avere competenze molto diverse: la raccolta e il trattamento dei rifiuti domestici, costruzione e manutenzione di strade, impianti sportivi, assistenza sociale ecc.
La legge 5 gennaio 1988 semplificò notevolmente la cooperazione intercomunale, dando a ogni comune la possibilità di scegliere le competenze dà dare alle SIVOM.

## Risorse
Per formare il suo bilancio un SIVOM non può utilizzare delle imposte, ad eccezione della legge del 1999 nota come legge Chevènement, lo SIVOM deve finanziare la sua competenza sui rifiuti domestici con la tassa addizionale per l'imposta fondiaria, e la riscossione delle imposte sui rifiuti domestici. Per le altre competenze, le risorse sono costituite da contributi dei comuni componenti, che non è sempre priva di tensioni tra i comuni. Secondo lo statuto, le risorse dello SIVOM, può essere preventivato dai comuni o prelevati direttamente dalle risorse fiscali dei Comuni.